# Brachalletes
Brachalletes  — був одним з перших сумчастих знайдених в плейстоценових відкладеннях Австралії. Взаємозв'язки цього роду з іншими сумчастими знаходяться на стадії обговорення. Вид був записаний у ряд Diprotodontia й родину Macropodidae за Маккенна і Белл в 1997 році, але інші вчені відносять його до свого власного ряду. Вид описується як активний хижак.